# ヴァーミリアン
ヴァーミリアン（欧字名:Vermilion、2002年4月10日 - 2024年9月12日）は日本の競走馬・種牡馬。
主な勝ち鞍は2007年・2010年の川崎記念、2007年 - 2009年のJBCクラシック3連覇、2007年のジャパンカップダート、東京大賞典、2008年のフェブラリーステークス、2009年の帝王賞。現役中にJRA認定のGI/JpnI9勝を記録し、2016年にホッコータルマエに更新されるまで日本競馬史上最多であった。馬名（朱色）は母スカーレットレディからの連想による。クラブ法人サンデーレーシングの所有馬で、募集価格は2400万円（40口）。

## 戦績

### 2歳（2004年）
2004年10月10日、京都競馬の新馬戦でデビュー。武豊を鞍上に迎え、上がり33秒8の末脚で2着に3馬身半の差をつけて初勝利。その後、2戦連続で2着となるも、4戦目のラジオたんぱ杯2歳ステークスで後の重賞勝ち馬のシックスセンス、ローゼンクロイツ、アドマイヤジャパンを交わし重賞初勝利を飾った。このパフォーマンスが評価され、2歳時のレーティングは108と高評価を得た。

### 3歳（2005年）
クラシック街道を歩むこととなった3歳春はスプリングステークスから始動した。2番人気に推されたものの、直線で全く伸びを見せず14着に敗れた。その後も皐月賞、京都新聞杯で共に12着と大きく敗れ、陣営は日本ダービー出走を断念。秋に備えて休養に入った。しかし、秋初戦の神戸新聞杯でも10着という成績に終わり、大敗が続いた。
ここで陣営は方針を変え、芝から半兄サカラートが実績を残したダートに路線を転向、エニフステークスに出走することとなった。レースでは道中2番手を進んで直線で追いすがるドンクールにハナ差競り勝ち、久々の勝利を飾った。続く彩の国浦和記念では楽な手応えで先行し、直線楽に抜け出し2着ハードクリスタルに3馬身差をつけて圧勝した。この勢いで名古屋グランプリに駒を進めるものの、大雪のため開催中止となり、そのまま3歳シーズンを終えた。

### 4歳（2006年）
年明け初戦の平安ステークスは名古屋グランプリの中止による調整不足や道中落鉄といったトラブルもあったが、中団から鋭く脚を伸ばし2着に入る。その後フェブラリーステークスでは主戦騎手の武豊がカネヒキリに騎乗したため、クリストフ・ルメールが騎乗したが5着に終わった。
次走はダイオライト記念に向かったが、ここでも武豊がタイムパラドックスに騎乗したため、内田博幸が騎乗、前年覇者パーソナルラッシュらを相手に6馬身差で快勝した。幸英明を鞍上に迎えた次走の東海ステークスは、1.8倍の1番人気に支持されたが、虫歯によりカイバ喰いが落ち21kgも馬体重を減らし、さらにレース中に心房細動を発症し最下位の13着に敗れた。目標であった帝王賞は回避するしかなく、馬体回復のため夏場をはさんでの休養に入る。
その後ジャパンカップダートに直行、フェブラリーステークス以来となるクリストフ・ルメールが騎乗、休み明けや前走の大敗などがあり9番人気と評価は低かったが、アロンダイトの4着とまずまずの結果を残す。続いて前年中止となった名古屋グランプリに出走、2着ムーンバレイに直線だけで6馬身もの差をつける圧勝で、地方交流重賞3連勝を収めた。

### 5歳（2007年）
実績による距離適性からフェブラリーステークスではなく、ドバイワールドカップを目標に川崎記念から始動した。地方馬の代表格で前年の覇者アジュディミツオーとの一騎討ちが予想され、単勝では1番人気に支持される。レースはやや出遅れながらすぐに好位に取り付くと逃げるアジュディミツオーを追いかける形で進み、4コーナーから直線の入り口にかけてアジュディミツオーに並びかけるや否や直線で一気に突き放し、最後は6馬身差をつける圧勝でJpnI（GI）初制覇となった。2分12秒9の勝ち時計は良馬場としては破格のもので、エスプリシーズが稍重で記録したコースレコードに0.1秒差に迫るものであった。
この後ドバイワールドカップに選出され、7頭立てと頭数は少ないものの前年のエクリプス賞年度代表馬に輝いたインヴァソールやそのインヴァソールに唯一土をつけた無敗の快速馬ディスクリートキャットらが出走するハイレベルなメンバーが揃った。ヴァーミリアンは厳しいペースの中を3・4番手で進み4コーナーまで互角の争いを見せたものの直線で一気に離され、勝ったインヴァソールから15馬身差の4着に敗れた。レースでの消耗が激しかったことから帰国後は長期休養に入ることになった。8月11日に発表されたJPNサラブレッドランキングの2007年度上半期において115ポンド（Intermediate）の評価を得た。
国内復帰戦は10月31日のJBCクラシック。ドバイ以来ちょうど7ヶ月ぶりとなる出走であったが川崎記念圧勝などの実績から前年のJBCマイル覇者であるブルーコンコルドに続く2番人気となる。これまで先行して押し切るパターンが多かったが、道中は7番手あたりにつけ、直線に向くとインを一気に突き抜け、2着フリオーソに4馬身差の圧勝で見事JpnI（GI）2勝目を飾った。
さらに、第8回ジャパンカップダートに出走。前走の勝ちっぷりから単勝2.3倍の1番人気に支持された。レースは前半1000m通過58秒9のハイペースを中団から進み、3角あたりから持ったままで徐々に進出、直線も余裕の手応えで外に持ち出すと、内を突いて粘りこみを図るフィールドルージュを鋭く差しきり、従来のタイムを1秒3縮める2分6秒7のコースレコードで勝利した。奇しくも前年のアロンダイトと同じ石坂調教師、そしてエルコンドルパサー産駒によるジャパンカップダート連覇でもあった。
11月29日に発表された重賞・オープン特別競走レーティングでは、118ポンドの高評価を得た。その後、東京大賞典に出走。圧倒的1番人気に支持されるなか、最後の直線で先頭に立つとそのまま差を広げ4馬身差の圧勝。JBCクラシック、ジャパンカップダート、東京大賞典を同一年に制覇し、史上初の秋ダート三冠を達成した。

### 6歳（2008年）
1月30日に行われる川崎記念に出走予定であったが、1月27日の追い切り後に右飛節炎による熱発を発症したため翌28日に大事をとって出走を取り消した。そのため2月24日のフェブラリーステークスをステップに3月29日のドバイワールドカップに向かうことになり、1月30日には2年連続でドバイワールドカップの選出馬となったことが発表された。
そして、フェブラリーステークスでは、距離や川崎記念の取消の影響などが心配されたが、直線で素早く先頭に並びかけて後続を突き放し、1 3/4馬身差で見事に勝利を収めた。3月15日に同じくドバイワールドカップミーティングへの選出馬となり遠征する3頭と共に出国した。レースでは好スタートを切るものの、道中やや後方での競馬となり、最後の直線では見せ場なく失速し、最下位の12着に終わった。なおレース直前に今まで使用していた蹄鉄の日本のタイワ製トゥシューズレースを禁止されるという事態に見舞われていた。その後は遠征馬3頭と共に4月3日に関西国際空港に到着し、三木ホースランドパークでの輸入検疫後は放牧に出された。
復帰緒戦、11月3日に園田競馬場で行われた第8回JBCクラシックに出走。1番人気の支持に見事応え、同レースの連覇を飾った。
12月7日、阪神競馬場に舞台が移ったジャパンカップダートに連覇を目指して出走、主戦騎手の武豊が2週間前の京都競馬で落馬負傷したため、岩田康誠に乗り替わりとなった。前走より馬体重が12kg増えた状態でレースがスタート、道中は後方待機策を取り、直線で外から追い出し、先行するカネヒキリを懸命に追いかけたが届かず、さらにメイショウトウコンにも最後はかわされて3着となり、国内で2年ぶりの黒星を喫した。鞍上が主戦の武豊に戻った東京大賞典でも再びカネヒキリの前に2着に敗れた。

### 7歳（2009年）

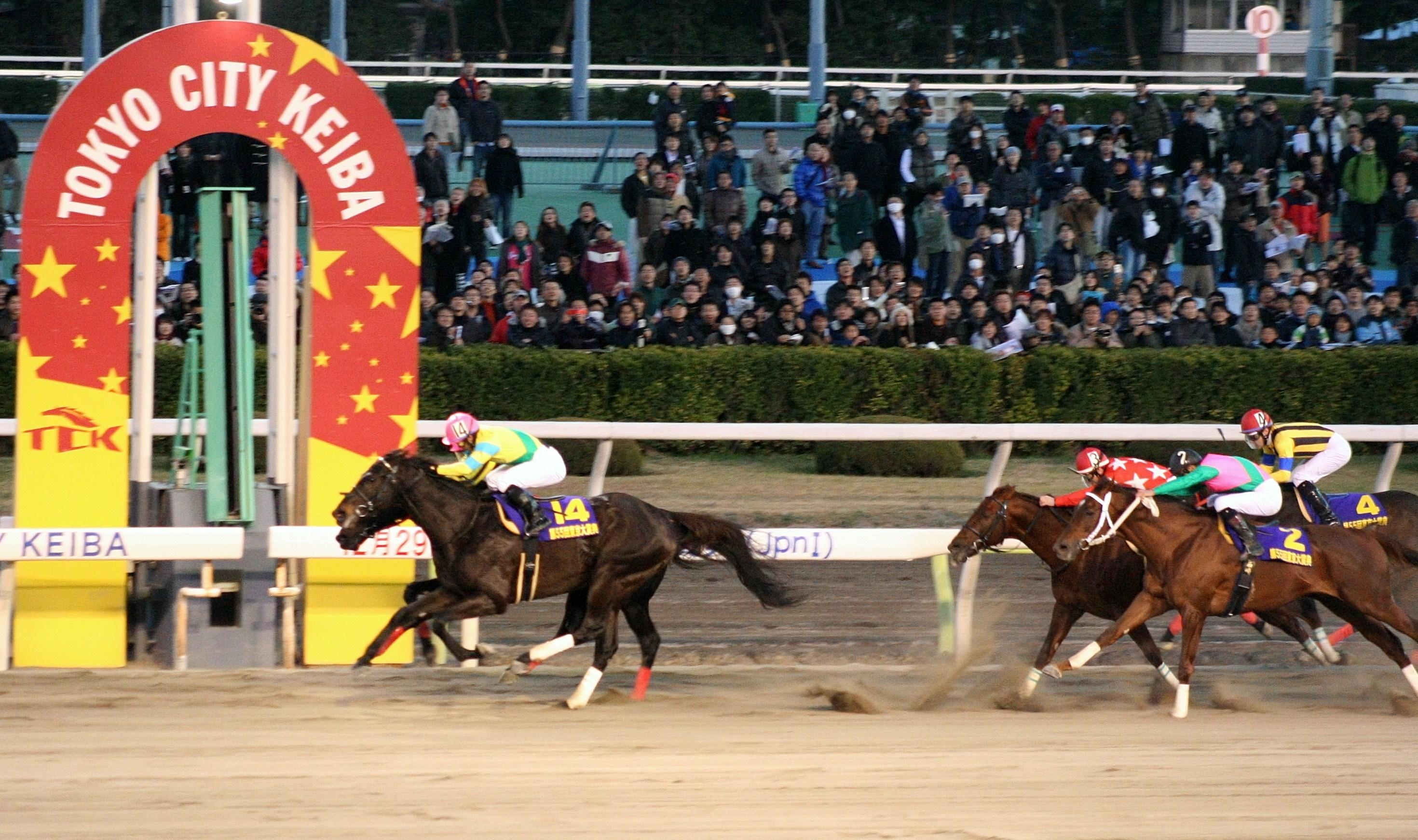
第55回東京大賞典（2009年12月29日）

2009年の初戦は連覇がかかったフェブラリーステークス、2番人気に支持されたが、速い流れに対応できず6着に敗れた。この敗戦は武がヴァーミリアンに騎乗した国内レースで初めて連対を外したレースである。
2009年6月24日、大井競馬場での帝王賞に出走。カネヒキリ故障不在であったこともあり、1番人気に推され、レースは先行から最後の直線でフリオーソの追撃を振り切ると楽々と3馬身差で快勝。これで、テイエムオペラオーなどに並ぶ国内最多タイのGI（JpnI）7勝目を挙げた。また、ドウカンヤシマに並ぶ6年連続重賞勝利を達成した。
2009年11月3日、名古屋競馬場でのJBCクラシックにおいて、アドマイヤドンに続く史上2頭目の3連覇を達成すると同時に、国内最多記録を塗りかえるGI・JpnI競走8勝目を飾った。
GI・JpnI9勝目を狙ってジャパンカップダートに出走、中団待機も直線で伸び切れず8着に終わった。
12月29日、再びGI・JpnI9勝目を狙って東京大賞典に出走した。スタートから前の方で走ったが、同様に走ったサクセスブロッケンのハナ差の2着に終わり、2009年を終えた。

### 8歳（2010年）
2010年の初戦は三度GI・JpnI9勝目を狙った川崎記念。逃げ粘るフリオーソをクビ差で差し切りコースレコード勝ち。GI・JpnI9勝目となった。連覇がかかった帝王賞ではサクセスブロッケンに次ぐ2番人気に推されたが、見せ場なくフリオーソの9着に敗れた。GI・JpnI10勝目を狙ったジャパンカップダートでは道中馬群の中団を追走したが4コーナーの入口でズルズルと後退、ダートでの自己最低着順となる14着に終わった。これを受けて陣営が協議した結果、「年齢による衰えが隠せなくなった」として現役引退を決定した。同年12月18日に阪神競馬場で引退式が行われた。

## ヴァーミリアンが保持する記録

### 7年連続重賞勝ち
ヴァーミリアンは、2歳から8歳まで7年連続でJRA認定の重賞を勝利した。これは史上最多である。2位は、6年連続のドウカンヤシマ、フリオーソ。

### GI/JpnI 9勝
ヴァーミリアンは、JRAの認定するGI/JpnIを9勝しており、これはエスポワールシチーと並んで日本競馬史上第3位タイである。史上最多は、コパノリッキーのGI/JpnI・11勝である。

### 5つの競馬場でGI/JpnI勝利
ヴァーミリアンは、川崎競馬場・大井競馬場・東京競馬場・園田競馬場・名古屋競馬場の5つの競馬場でGI/JpnI勝ちを収めている。グレード制導入後5つの競馬場でGI勝利を挙げた馬はヴァーミリアンが初めてで、現在でも日本競馬史上最多タイ記録である。

## 競走成績
| 競走日     | 競馬場         | 競走名             | 格   | 距離（馬場）  | 頭 数 | 枠 番 | 馬 番 | オッズ （人気） | 着順 | タイム （上り3F） | 着差 | 騎手        | 斤量 [kg] | 1着馬（2着馬）         | 馬体重 [kg] | 備考     |
| ---------- | -------------- | ------------------ | ---- | ------------- | ----- | ----- | ----- | --------------- | ---- | ----------------- | ---- | ----------- | --------- | ---------------------- | ----------- | -------- |
| 2004.10.10 | 京都           | 2歳新馬            |      | 芝1800m（良） | 8     | 4     | 4     | 002.80（2人）   | 01着 | R1:51.8（33.8）   | -0.6 | 0武豊       | 55        | （アウトオブサイト）   | 492         |          |
| 0000.10.30 | 京都           | 萩S                | OP   | 芝1800m（良） | 8     | 1     | 1     | 001.50（1人）   | 02着 | R1:48.7（35.1）   | -0.1 | 0武豊       | 55        | テイエムヒットベ       | 494         |          |
| 0000.11.27 | 京都           | 京都2歳S           | OP   | 芝2000m（良） | 10    | 8     | 10    | 003.10（3人）   | 02着 | R2:04.9（33.6）   | -0.2 | 0武豊       | 55        | ローゼンクロイツ       | 496         |          |
| 0000.12.25 | 阪神           | ラジオたんぱ杯2歳S | GIII | 芝2000m（良） | 9     | 8     | 9     | 004.50（2人）   | 01着 | R2:03.5（33.7）   | -0.2 | 0武豊       | 55        | （ローゼンクロイツ）   | 496         |          |
| 2005.03.20 | 中山           | スプリングS        | GII  | 芝1800m（良） | 16    | 7     | 13    | 002.90（2人）   | 14着 | R1:49.6（37.1）   | -2.3 | 0北村宏司   | 56        | ダンスインザモア       | 488         |          |
| 0000.04.17 | 中山           | 皐月賞             | GI   | 芝2000m（良） | 18    | 3     | 5     | 022.40（7人）   | 12着 | R2:00.4（35.1）   | -1.2 | 0M.デムーロ | 57        | ディープインパクト     | 490         |          |
| 0000.05.07 | 京都           | 京都新聞杯         | GII  | 芝2200m（稍） | 15    | 6     | 11    | 009.80（3人）   | 12着 | 02:14.6（37.2）   | -1.6 | 吉田稔      | 56        | インティライミ         | 498         |          |
| 0000.09.25 | 阪神           | 神戸新聞杯         | GII  | 芝2000m（良） | 13    | 3     | 3     | 071.20（8人）   | 10着 | R2:01.0（37.1）   | -2.6 | 0福永祐一   | 56        | ディープインパクト     | 504         |          |
| 0000.10.15 | 京都           | エニフS            | OP   | ダ1800m（稍） | 16    | 3     | 6     | 010.80（3人）   | 01着 | R1:49.7（36.8）   | -0.0 | 0武豊       | 53        | （ドンクール）         | 506         |          |
| 0000.11.30 | 浦和           | 彩の国浦和記念     | GII  | ダ2000m（良） | 10    | 5     | 5     | 001.60（1人）   | 01着 | R2:06.8（38.1）   | -0.6 | 0武豊       | 54        | （ハードクリスタル）   | 508         | [ 注 2 ] |
| 2006.01.22 | 京都           | 平安S              | GIII | ダ1800m（良） | 16    | 5     | 10    | 004.20（2人）   | 02着 | R1:50.2（35.3）   | -0.0 | 0武豊       | 57        | タガノゲルニカ         | 528         |          |
| 0000.02.19 | 東京           | フェブラリーS      | GI   | ダ1600m（良） | 16    | 4     | 8     | 006.30（3人）   | 05着 | R1:35.8（36.8）   | -0.9 | 0C.ルメール | 57        | カネヒキリ             | 524         |          |
| 0000.03.15 | 船橋           | ダイオライト記念   | GII  | ダ2400m（良） | 10    | 6     | 6     | 001.70（1人）   | 01着 | R2:34.9（38.1）   | -1.3 | 0内田博幸   | 55        | （パーソナルラッシュ） | 511         |          |
| 0000.05.21 | 中京           | 東海S              | GII  | ダ2300m（良） | 13    | 8     | 12    | 001.80（1人）   | 13着 | R2:28.5（41.3）   | -4.9 | 0幸英明     | 58        | ハードクリスタル       | 490         |          |
| 0000.11.25 | 東京           | ジャパンCダート    | GI   | ダ2100m（良） | 15    | 1     | 1     | 020.00（9人）   | 04着 | R2:09.0（36.7）   | -0.5 | 0C.ルメール | 57        | アロンダイト           | 498         |          |
| 0000.12.20 | 名古屋         | 名古屋グランプリ   | GII  | ダ2500m（良） | 11    | 8     | 11    | 001.40（1人）   | 01着 | R2:44.3（38.1）   | -1.3 | 0C.ルメール | 57        | （レッドストーン）     | 508         |          |
| 2007.01.31 | 川崎           | 川崎記念           | JpnI | ダ2100m（良） | 13    | 5     | 7     | 001.70（1人）   | 01着 | R2:12.9（38.3）   | -1.3 | 0C.ルメール | 57        | （アジュディミツオー） | 510         |          |
| 0000.03.31 | ナド・アルシバ | ドバイワールドC    | GI   | ダ2000m（良） | 7     | 2     | 2     | 00 - 00         | 04着 | R2:02.6           | -2.7 | 0C.ルメール | 57        | Invasor                | 計不        |          |
| 0000.10.31 | 大井           | JBCクラシック      | JpnI | ダ2000m（良） | 16    | 3     | 6     | 003.20（2人）   | 01着 | R2:04.8（37.5）   | -0.7 | 0武豊       | 57        | （フリオーソ）         | 515         |          |
| 0000.11.24 | 東京           | ジャパンCダート    | GI   | ダ2100m（良） | 16    | 4     | 7     | 002.30（1人）   | 01着 | R2:06.7（36.2）   | -0.2 | 0武豊       | 57        | （フィールドルージュ） | 510         |          |
| 0000.12.29 | 大井           | 東京大賞典         | JpnI | ダ2000m（不） | 15    | 7     | 13    | 001.30（1人）   | 01着 | R2:03.2（36.3）   | -0.7 | 0武豊       | 57        | （フリオーソ）         | 513         |          |
| 2008.01.30 | 川崎           | 川崎記念           | JpnI | ダ2100m（稍） | 10    | 8     | 11    |                 |      | 出走取消          |      | 0武豊       | 57        | フィールドルージュ     | 計不        |          |
| 0000.02.24 | 東京           | フェブラリーS      | GI   | ダ1600m（良） | 16    | 8     | 15    | 002.40（1人）   | 01着 | R1:35.3（35.9）   | -0.3 | 0武豊       | 57        | （ブルーコンコルド）   | 520         |          |
| 0000.03.29 | ナド・アルシバ | ドバイワールドC    | GI   | ダ2000m（良） | 12    | 7     | 7     | 00 - 00         | 12着 |                   |      | 0武豊       | 57        | Curlin                 | 計不        |          |
| 0000.11.03 | 園田           | JBCクラシック      | JpnI | ダ1870m（良） | 12    | 2     | 2     | 001.90（1人）   | 01着 | R1:56.7（36.8）   | -0.1 | 0武豊       | 57        | （サクセスブロッケン） | 512         |          |
| 0000.12.07 | 阪神           | ジャパンCダート    | GI   | ダ1800m（良） | 15    | 3     | 6     | 002.20（1人）   | 03着 | R1:49.3（36.2）   | -0.1 | 0岩田康誠   | 57        | カネヒキリ             | 524         |          |
| 0000.12.29 | 大井           | 東京大賞典         | JpnI | ダ2000m（良） | 10    | 1     | 1     | 001.60（1人）   | 02着 | R2:04.5（35.0）   | -0.0 | 0武豊       | 57        | カネヒキリ             | 522         |          |
| 2009.02.22 | 東京           | フェブラリーS      | GI   | ダ1600m（稍） | 16    | 5     | 9     | 004.10（2人）   | 06着 | R1:35.1（35.6）   | -0.5 | 0武豊       | 57        | サクセスブロッケン     | 522         |          |
| 0000.06.24 | 大井           | 帝王賞             | JpnI | ダ2000m（不） | 13    | 4     | 4     | 001.60（1人）   | 01着 | R2:03.6（36.1）   | -0.5 | 0武豊       | 57        | （フリオーソ）         | 515         |          |
| 0000.11.03 | 名古屋         | JBCクラシック      | JpnI | ダ1900m（良） | 12    | 5     | 5     | 001.30（1人）   | 01着 | R2:00.2（36.7）   | -0.0 | 0武豊       | 57        | （マコトスパルビエロ） | 511         |          |
| 0000.12.06 | 阪神           | ジャパンCダート    | GI   | ダ1800m（良） | 16    | 2     | 4     | 003.70（2人）   | 08着 | R1:51.1（37.6）   | -1.2 | 0武豊       | 57        | エスポワールシチー     | 520         |          |
| 0000.12.29 | 大井           | 東京大賞典         | JpnI | ダ2000m（良） | 14    | 8     | 13    | 002.00（1人）   | 02着 | R2:05.9（36.9）   | -0.0 | 0武豊       | 57        | サクセスブロッケン     | 519         |          |
| 201001.27  | 川崎           | 川崎記念           | JpnI | ダ2100m（良） | 11    | 2     | 2     | 001.30（1人）   | 01着 | R2:12.7（36.8）   | -0.1 | 0武豊       | 57        | （フリオーソ）         | 514         |          |
| 0000.06.30 | 大井           | 帝王賞             | JpnI | ダ2000m（稍） | 15    | 2     | 3     | 003.80（2人）   | 09着 | R2:05.3（39.6）   | -1.9 | 0福永祐一   | 57        | フリオーソ             | 514         |          |
| 0000.12.05 | 阪神           | ジャパンCダート    | GI   | ダ1800m（稍） | 16    | 5     | 10    | 009.20（4人）   | 14着 | R1:52.1（39.1）   | -3.2 | 0武豊       | 57        | トランセンド           | 516         |          |

※タイム欄のRはレコード勝ちを示す。

## 種牡馬時代
北海道勇払郡安平町の社台スタリオンステーションにて種牡馬となっており、初年度の種付け料は50万円（216頭に種付け。2011年の社台SS種付頭数としては4位）。
2013年11月30日にブリーダーズ・スタリオン・ステーションへ移動。2014年からは同地で種牡馬生活を送る。
2014年5月15日門別競馬第7競走・JRA認定フレッシュチャレンジでエンターザスフィアが産駒初勝利をあげた。2015年1月12日のフェアリーステークスでJRA重賞初勝利。
2016年10月18日にブリーダーズ・スタリオン・ステーションからイーストスタッドへ移動した。
2017年をもって種牡馬を引退し、ノーザンホースパークで乗馬になることが決まった。
2024年9月12日、疝痛のため、繋養先のノーザンホースパークで死亡した。

### グレード制重賞優勝馬
- 2012年産
  - ノットフォーマル（2015年フェアリーステークス）[16]
  - ラインシュナイダー（2017年サマーチャンピオン）[17]
  - ノブワイルド（2018年・2019年テレ玉杯オーバルスプリント連覇）[18] - 白馬牧場で種牡馬入り[19]
  - ビスカリア（2019年TCK女王盃）[20]
- 2015年産
  - リュウノユキナ（2021年・2023年東京スプリント、2021年クラスターカップ）[21]

### 地方重賞優勝馬
- 2012年産
  - イッセイイチダイ（2014年九州ジュニアチャンピオン、2016年由布岳賞、2017年春望賞、由布岳賞、黒髪山賞、池田湖賞、玄界灘賞）[22]
  - ダイリンザン（2014年カペラ賞、2015年飛燕賞、仙酔峡賞）[23]
  - ガールズライン（2017年文月賞、久住山賞、新涼賞）[24]
  - ステージインパクト（2017年道営記念、2020年赤レンガ記念）[25]
- 2013年産
  - アドマイヤムテキ（2020年名古屋記念、2021年名古屋記念）[26]
- 2015年産
  - クロスウィンド（2017年ブロッサムカップ、2018年王冠賞、ロジータ記念）[27]

## 血統表
| ヴァーミリアンの血統                | ヴァーミリアンの血統                                                 | ヴァーミリアンの血統                                                 | （血統表の出典）                                                     | （血統表の出典） |
| 父系                                | キングマンボ系/ミスタープロスペクター系                              | キングマンボ系/ミスタープロスペクター系                              | キングマンボ系/ミスタープロスペクター系                              | [ § 2 ]          |
| 父 * エルコンドルパサー 1995 黒鹿毛 | 父の父Kingmambo 1990 鹿毛                                            | Mr.Prospector                                                        | Raise A Native                                                       | Raise A Native   |
| 父 * エルコンドルパサー 1995 黒鹿毛 | 父の父Kingmambo 1990 鹿毛                                            | Mr.Prospector                                                        | Gold Digger                                                          |                  |
| 父 * エルコンドルパサー 1995 黒鹿毛 | 父の父Kingmambo 1990 鹿毛                                            | Miesque                                                              | Nureyev                                                              | Nureyev          |
| 父 * エルコンドルパサー 1995 黒鹿毛 | 父の父Kingmambo 1990 鹿毛                                            | Miesque                                                              | Pasadoble                                                            |                  |
| 父 * エルコンドルパサー 1995 黒鹿毛 | 父の母* サドラーズギャル Saddlers Gal 1989 鹿毛                      | Sadler's Wells                                                       | Northern Dancer                                                      | Northern Dancer  |
| 父 * エルコンドルパサー 1995 黒鹿毛 | 父の母* サドラーズギャル Saddlers Gal 1989 鹿毛                      | Sadler's Wells                                                       | Fairy Bridge                                                         |                  |
| 父 * エルコンドルパサー 1995 黒鹿毛 | 父の母* サドラーズギャル Saddlers Gal 1989 鹿毛                      | Glenveagh                                                            | Seattle Slew                                                         | Seattle Slew     |
| 父 * エルコンドルパサー 1995 黒鹿毛 | 父の母* サドラーズギャル Saddlers Gal 1989 鹿毛                      | Glenveagh                                                            | Lisadell                                                             |                  |
| 母 スカーレットレディ 1995 黒鹿毛   | 母の父* サンデーサイレンス Sunday Silence 1986 青鹿毛                | Halo                                                                 | Hail to Reason                                                       | Hail to Reason   |
| 母 スカーレットレディ 1995 黒鹿毛   | 母の父* サンデーサイレンス Sunday Silence 1986 青鹿毛                | Halo                                                                 | Cosmah                                                               |                  |
| 母 スカーレットレディ 1995 黒鹿毛   | 母の父* サンデーサイレンス Sunday Silence 1986 青鹿毛                | Wishing Well                                                         | Understanding                                                        | Understanding    |
| 母 スカーレットレディ 1995 黒鹿毛   | 母の父* サンデーサイレンス Sunday Silence 1986 青鹿毛                | Wishing Well                                                         | Mountain Flower                                                      |                  |
| 母 スカーレットレディ 1995 黒鹿毛   | 母の母スカーレットローズ 1987 栗毛                                   | * ノーザンテースト                                                   | Northern Dancer                                                      | Northern Dancer  |
| 母 スカーレットレディ 1995 黒鹿毛   | 母の母スカーレットローズ 1987 栗毛                                   | * ノーザンテースト                                                   | Lady Victoria                                                        |                  |
| 母 スカーレットレディ 1995 黒鹿毛   | 母の母スカーレットローズ 1987 栗毛                                   | * スカーレットインク                                                 | Crimson Satan                                                        | Crimson Satan    |
| 母 スカーレットレディ 1995 黒鹿毛   | 母の母スカーレットローズ 1987 栗毛                                   | * スカーレットインク                                                 | Consentida                                                           |                  |
| 母系(F-No.)                         | スカーレットインク系(FN:4-d)                                         | スカーレットインク系(FN:4-d)                                         | スカーレットインク系(FN:4-d)                                         | [ § 3 ]          |
| 5代内の近親交配                     | Northern Dancer 5･4×4=15.63%、Special＝Lisadell 5･5･4（父内）=12.50% | Northern Dancer 5･4×4=15.63%、Special＝Lisadell 5･5･4（父内）=12.50% | Northern Dancer 5･4×4=15.63%、Special＝Lisadell 5･5･4（父内）=12.50% | [ § 4 ]          |
| 出典                                | 1. 2. 3. 4.                                                          | 1. 2. 3. 4.                                                          | 1. 2. 3. 4.                                                          | 1. 2. 3. 4.      |

- スカーレット一族の一頭である。
- 父エルコンドルパサーは同馬の項を参照。
- 母スカーレットレディは中央競馬1勝だが、3代母スカーレットインクから始まる母系は日本競馬で広く活躍している。祖母の全妹にはダイワルージュ、ダイワメジャー、ダイワスカーレットの母であるスカーレットブーケがいる[28]。
- 半兄にサカラート（父アフリート、重賞4勝 - 東海ステークス、ブリーダーズゴールドカップ、日本テレビ盃、マーキュリーカップ）、半弟にキングスエンブレム（父ウォーエンブレム、シリウスステークス）、ソリタリーキング（父キングカメハメハ、重賞2勝 - 東海ステークス、日本テレビ盃）がいる[28]。